# Pelisse
Pour les articles homonymes, voir Pelisse (homonymie).

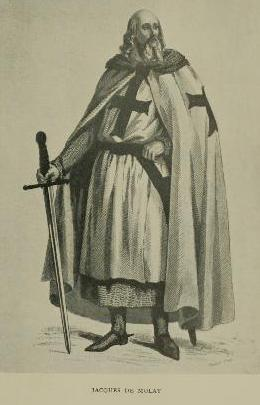
Jacques de Molay, le dernier grand-maître des templiers, portant une grande pelisse à capuche.

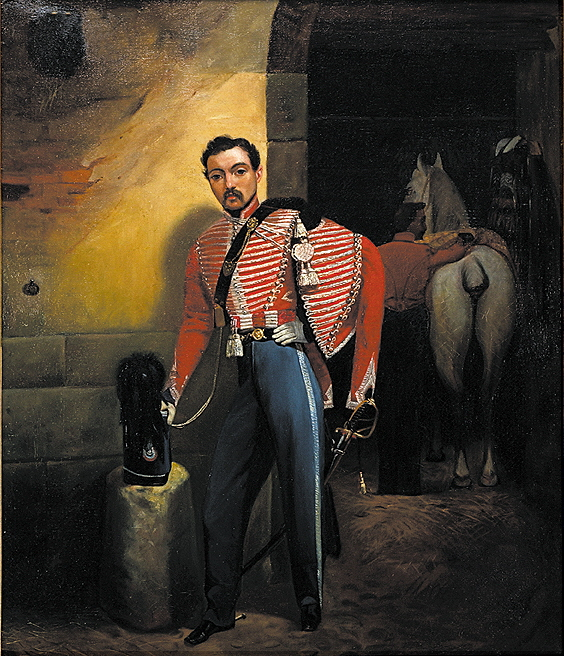
Vers 1838 : Lieutenant des hussards portant une pelisse à manches par-dessus son dolman. Ce type de pelisse, posée sur l'épaule, servait de vêtement d'apparat. Elle est ici tressée d'argent.

Une pelisse est une cape se portant par-dessus un manteau.

## Les différents types de pelisse

### La pelisse des bergers
La taille de la pelisse a varié au cours de l'histoire ainsi qu'en fonction des besoins des porteurs de pelisse. Ainsi, les bergers de Corse ou du Kazakhstan, par exemple, portent traditionnellement une très large pelisse (le piloni en corse), qui leur permet d'affronter n'importe quel temps, et de se lover dedans pour dormir à la belle étoile. 

### La pelisse militaire
Les uniformes militaires du XIXe siècle comportaient souvent des pelisses, capes de longueurs moyennes surtout utilisées pour l'ornement, brodées de tresses ou de brandebourgs. À l'origine cependant, l'apparition de la pelisse chez les soldats est bien entendu liée à leurs conditions de vie : bivouac à la belle étoile, marches par n'importe quel temps, nécessité de demeurer immobile dans l'attente d'un ennemi, etc. Ces pelisses d'ornement ou d'apparat, uniformes de cavaliers, étaient parfois portées lors des combats, donnant de la splendeur à certaines charges.
Les soldats du rang ont toujours des vêtements adaptés à tout temps (gabardine, grand manteau, pelisse large), ample, chaud, en laine, tandis que c'est chez les officiers du XIXe siècle que sont apparues les pelisses d'ornement.
La pelisse d'ornement se porte alors sur l'épaule, en général par-dessus un dolman. La pelisse d'usage est portée « chaussée » par les hussards, c'est-à-dire qu'ils l'enfilent à la place du dolman, notamment l'hiver. La pelisse et le dolman sont brodés de brandebourgs ou de tresses de couleurs vives (or, argent), et peuvent être doublés de fourrure.
Les pelisses étaient souvent doublées de flanelle et bordées en peau de mouton. Les coutures, la taille des bords de fourrure et les couleurs étaient imposées selon le régiment dont le soldat faisait partie.

## La pelisse aujourd'hui
Manteau ou imperméable doublé de fourrure.